# Paxillibracon
Paxillibracon är ett släkte av steklar. Paxillibracon ingår i familjen bracksteklar.
Kladogram enligt Catalogue of Life:
| Paxillibracon | \| \| Paxillibracon inornatus \| \| \| \| \| \| Paxillibracon tessmanni \| \| \| \| |
|               | \| \| Paxillibracon inornatus \| \| \| \| \| \| Paxillibracon tessmanni \| \| \| \| |
|               | Paxillibracon inornatus                                                             |
|               |                                                                                     |
|               | Paxillibracon tessmanni                                                             |
|               |                                                                                     |